# Gabriel Makhlouf
Gabriel Makhlouf es el gobernador del Banco Central de Irlanda. Anteriormente fue secretario del Tesoro de Nueva Zelanda y secretario privado del entonces canciller británico de Hacienda, Gordon Brown.
Fue nombrado para el Banco Central tras un concurso público internacional que lo llevó a ser el único nombre presentado al Gobierno de Irlanda para su nombramiento. Sin embargo, su nombramiento ha sido controvertido en Nueva Zelanda cuando afirmó que la divulgación de información confidencial fue el resultado de un hackeo deliberado cuando en realidad la información se había revelado accidentalmente. En julio de 2019, The Irish Times informó que el Banco Central Europeo había expresado su preocupación al gobierno irlandés sobre Makhlouf. Según los informes, esto incluía que no era economista y que era ciudadano británico.